# Gare de Belœil
La gare de Belœil est une ancienne gare ferroviaire belge de la ligne 81, de Blaton à Ath, située sur le territoire de la commune de Belœil dans la province de Hainaut en région wallonne.
Mise en service en 1876 par les Chemins de fer de l'État Belge, elle ferme en juillet 1960 aux voyageurs et en 1984 aux marchandises. Le bâtiment de la gare et ses annexes sont reconvertis en habitation.

## Histoire
L'ouverture de la section de Blaton à Belœil était initialement prévue le 1er avril 1877. Elle est mise en service le 20 juillet 1876 par l'Administration des chemins de fer de l'État Belge qui prolonge la ligne de chemin de fer vers Ath le 24 juin 1877.
La station de Belœil est pourvue d'une voie d'évitement, d'une rampe de chargement et d'un pont à Bascule. Comme de nombreux bâtiments de gare construits par les Chemins de fer de l’État dans les années 1870, les stations de ce chemin de fer sont pourvus de bâtiments en bois sans étage comme celui photographié vers 1900 en gare de Grandglise. Cette construction provisoire n'est pas du goût du prince de Ligne lequel entre en négociations au début de l'année 1877 afin que soit érigé à ses frais un bâtiment spécial dans le périmètre de la station, plus adapté aux nombreux hôtes de marque et visiteurs du parc du Château de Belœil.
En remplacement du bâtiment de gare d'origine, la construction d'un nouveau bâtiment est adjugée en mars 1886. Comme les autres stations de la ligne, modernisées à la même époque, il correspond au plan type 1881 des Chemins de fer de l'État belge. Doté d'une aile de trois travées disposée sur sa droite, il est complété par une halle aux marchandises et, entre les deux, un pavillon au style similaire.
La SNCB ferme la ligne 81 aux voyageurs le juillet 1960 et une desserte marchandises entre Blaton et Beloeil se maintient jusqu'en 1984.

## Patrimoine ferroviaire
Le bâtiment des recettes ainsi que les autres constructions datant de la fin du XXe siècle sont toujours présents et le bâtiment principal sert d'habitation.